# Alfambra
|  | No s'ha de confondre amb l'Alfambra, el riu del mateix nom.. |

Alfambra és una localitat i municipi de la província de Terol al costat del riu Alfambra. Com a patrimoni destaca el museu monogràfic sobre la remolatxa i el castell, que domina la població. Fou seu d'una comanda de l'orde de Sant Joan de Jerusalem, enquadrada a la Castellania d'Amposta i que va ser dirigida al segle xv pel poeta i militar català fra Bernat Hug de Rocabertí. El 1363 fou presa per Pere el Cruel durant la guerra dels Dos Peres. El 2005 es va recuperar en una festa el que era una obligació feudal de portar els tributs al comanador al castell la nit del Dissabte Sant i que s'anomena Subida a la encomienda.

## Llocs d'interés
- El Museu de la Remolatxa Sucrera (Murea), un museu monogràfic dedicat al cultiu, història i producció de la remolatxa sucrera, les seves tradicions i curiositats.[2]

## Personatges il·lustres
- Santos Abril y Castelló (1935), cardenal i nunci apostòlic